# Реляционная СУБД
Реляционная система управления базами данных (РСУБД) — СУБД, управляющая реляционными базами данных.
Доминирующий класс систем баз данных; по состоянию на 2000-е годы практически все разработчики приложений с необходимостью работы с базами данных, ориентировались на реляционные СУБД:59. По данным аналитиков на 2010 год, реляционные СУБД использовались в абсолютном большинстве крупных проектов по разработке информационных систем. По результатам исследований компании IDC 2009 года всего около 7 % составляли проекты, в которых используются СУБД нереляционного типа.
По оценке Gartner в 2013 году рынок реляционных СУБД составлял $26 млрд с годовым приростом около 9 %, а к 2018 году прогнозировался объём $40 млрд. В настоящее время абсолютными лидерами рынка СУБД являются компании Oracle, IBM и Microsoft, с общей совокупной долей рынка около 90 %, поставляя такие системы как Oracle Database, IBM DB2 и Microsoft SQL Server. Широкое применение получили свободно-распространяемые реляционные СУБД, прежде всего, MySQL, PostgreSQL, Firebird, а также их многочисленные ответвления, в том числе поставляемые как коммерческие версии. В отдельных странах существуют локальные коммерчески успешные разработки, например, в России с 1990-х годов развивается реляционная СУБД Линтер.

## История
Концепция реляционной модели данных сформулирована в 1969—1970 годах Эдгаром Коддом, после чего был запущен ряд проектов по созданию реляционных СУБД, реализующих такую модель. При этом известны и более ранние проекты, использующие модели реляционного типа, например, таковой была созданная на адресном языке программирования в 1960-х в АН УССР для ЭВМ «Киев» система «Автодиректор», которая использовалась для структурирования данных АСУ ТП Днепродзержинского металлургического комбината и Объединённого центра ядерных исследований в Дубне.
Первой масштабной разработкой с использованием концепции Кодда стал начатый в 1974 году проект IBM System R; однако первый коммерческий продукт на его основе — IBM SQL/DS — был выпущен лишь в 1982 году. До этого — в 1979 году — вышла коммерчески успешная РСУБД Oracle от компании Relational Software (которая впоследствии была переименована по названию основного продукта в Oracle).
В 1970-е годы, когда уже были получены почти все основные теоретические результаты и даже существовали первые прототипы реляционных СУБД, многие авторитетные специалисты отрицали возможность добиться эффективной реализации таких систем. Однако преимущества реляционного подхода и развитие методов и алгоритмов организации и управления реляционными базами данных привели к тому, что к концу 1980-х годов реляционные системы заняли на мировом рынке СУБД доминирующее положение:37.
В связи с резким ростом популярности РСУБД в 1980-х годах многие компании стали позиционировать свои СУБД как «реляционные» в рекламных целях, иногда не имея для этого достаточных оснований, вследствие чего автор реляционной модели данных Эдгар Кодд в 1985 году опубликовал свои знаменитые «12 правил Кодда», которым должна удовлетворять каждая РСУБД.